# Bojong Menteng (Leuwidamar)
Bojong Menteng is een bestuurslaag in het regentschap Lebak van de provincie Banten, Indonesië. Bojong Menteng telt 3493 inwoners (volkstelling 2010).